# Eurygnathomyia bicolor
Eurygnathomyia bicolor är en tvåvingeart som först beskrevs av Zetterstedt 1837.  Eurygnathomyia bicolor ingår i släktet Eurygnathomyia och familjen prickflugor. Arten är reproducerande i Sverige. Inga underarter finns listade i Catalogue of Life.